# Enckella lucei
Enckella lucei là một loài chân đều trong họ Protojaniridae. Loài này được Enckell miêu tả khoa học năm 1970.